# Veuilly-la-Poterie
Veuilly-la-Poterie è un comune francese di 142 abitanti situato nel dipartimento dell'Aisne della regione dell'Alta Francia.

## Società

### Evoluzione demografica
Abitanti censiti